# Altamira do Paraná
Altamira do Paraná ist ein brasilianisches Munizip im Westen des Bundesstaats Paraná. Es hat 3590 Einwohner (2022), die sich Altamirenser nennen. Seine Fläche beträgt 387 km². Es liegt 580 Meter über dem Meeresspiegel.

## Etymologie
Altamira bedeutet Hohe Aussicht. Der Name wurde 1962 mit Zustimmung der Companhia de Colonização e Desenvolvimento (CODAL) ausgewählt. Er soll an die Stadt Altamira im Staat Pará erinnern.

## Geschichte

### Besiedlung
Das Gebiet des Munizips Altamira do Paraná war ursprünglich eine große demografische Leere. Es wurde nur spärlich von Familien bewohnt, die sich mit der Gewinnung von Pflanzen beschäftigten, zunächst mit Herva Mate, dann mit Holz. Es entstand eine kleine Siedlung innerhalb des großen Munizipgebiets von Guarapuava. Mit der Gründung der Gemeinde Pitanga im Jahr 1943 erhielt der Ort eine neue Verwaltungsstruktur und wurde der neu geschaffenen Gemeinde zugeordnet. Später gehörte Altamira do Paraná nicht mehr zu Pitanga, sondern wurde von Palmital verwaltet.
Die Companhia de Colonização e Desenvolvimento (CODAL) erwarb 1960 eine große Fläche und begann mit der topographischen Vermessung der teilweise bereits bewohnten Region. Sie teilte das künftige städtische Siedlungsgebiet ab, vermaß es in Parzellen und bot sie zum Verkauf an. Mit der ländlichen Zone wurde ebenso verfahren, wobei das Kolonisierungsfieber genutzt wurde, das in Paraná Anfang der 1960er Jahre herrschte.

### Erhebung zum Munizip
Altamira do Paraná wurde durch das Staatsgesetz Nr.  7571 vom 27. April 1982 aus Palmital ausgegliedert und in den Rang eines Munizips erhoben. Es wurde am 1. Februar 1983 als Munizip installiert.

## Geografie

### Fläche und Lage
Altamira do Paraná liegt auf dem Terceiro Planalto Paranaense (der Dritten oder Guarapuava-Hochebene von Paraná). Seine Fläche beträgt 387 km². Es liegt auf einer Höhe von 580 Metern.

### Vegetation
Das Biom von Altamira do Paraná ist Mata Atlântica.

### Klima
Das Klima ist gemäßigt warm. Es werden hohe Niederschlagsmengen verzeichnet (1.528 mm pro Jahr). Im Jahresdurchschnitt liegt die Temperatur bei 20,6 °C. Die Klimaklassifikation nach Köppen und Geiger lautet Cfa.

### Gewässer
Altamira do Paraná liegt im Einzugsgebiet des Rio Piquiri. Dieser bildet die südliche Grenze des Munizips. Sein rechter Nebenfluss Rio Cantu fließt bis zu seiner Mündung in den Piquiri entlang der nördlichen Grenze.

### Straßen
Altamira do Paraná ist über die PR-364 mit Campina da Lagoa im Nordwesten und mit Laranjal im Osten verbunden.

### Nachbarmunizipien
| Campina da Lagoa |                                             | Nova Cantu |
|                  | Kompassrose, die auf Nachbargemeinden zeigt | Laranjal   |
|                  | Guaraniaçu und Diamante do Sul              |            |

## Stadtverwaltung
Bürgermeister:  José Etevaldo de Oliveira, PT (2021–2024)
Vizebürgermeister: Jose Carlos de Souza, PL (2021–2024)

## Demografie

### Bevölkerungsentwicklung
| Jahr | Einwohner | Stadt | Land |
| ---- | --------- | ----- | ---- |
| 1991 | 7.437     | 24 %  | 76 % |
| 2000 | 6.999     | 30 %  | 70 % |
| 2010 | 4.306     | 50 %  | 50 % |
| 2022 | 3.590     |       |      |

Quelle: IBGE, bis 2010: Volkszählungen und Volkszählung 2022

### Ethnische Zusammensetzung
| Gruppe * | 1991    | 2000    | 2010    | wer sich als …                                                                   |
| --- | ------- | ------- | ------- | -------------------------------------------------------------------------------- |
| Weiße | 54,8 %  | 57,2 %  | 48,8 %  | weiß bezeichnet                                                                  |
| Schwarze | 5,9 %   | 7,0 %   | 3,2 %   | schwarz bezeichnet                                                               |
| Gelbe | 0,1 %   | 0,0 %   | 0,7 %   | von fernöstlicher Herkunft wie japanisch, chinesisch, koreanisch etc. bezeichnet |
| Braune | 39,1 %  | 34,8 %  | 47,2 %  | braun oder als Mischung aus mehreren Gruppen bezeichnet                          |
| Indigene | 0,1 %   | 0,0 %   | 0,1 %   | Ureinwohner oder Indio bezeichnet                                                |
| ohne Angabe | 0,0 %   | 1,0 %   | 0,0 %   |                                                                                  |
| Gesamt | 100,0 % | 100,0 % | 100,0 % |                                                                                  |
| *) Das IBGE verwendet für Volkszählungen ausschließlich diese fünf Gruppen. Es verzichtet bewusst auf Erläuterungen. Die Zugehörigkeit wird vom Einwohner selbst festgelegt. |         |         |         |                                                                                  |

Quelle: IBGE (Stand: 1991, 2000 und 2010)

## Wirtschaft

### Kennzahlen
Mit einem Bruttoinlandsprodukt pro Einwohner von 38.678,23 R$ (rund 8.600 €) lag Altamira do Paraná 2019 an 85. Stelle der 399 Munizipien Paranás.
Sein mittelhoher Index der menschlichen Entwicklung von 0,667 (2010) setzte es auf den 331. Platz der paranaischen Munizipien.